# شافي توريس
شافي توريس (بالإسبانية: Xavi Torres)‏ (مواليد 27 نوفمبر 1986 في جافيا - إسبانيا) لاعب كرة قدم إسباني يلعب حاليا لصالح نادي نادي العربي الكويتي في مركز قلب الدفاع كما يجيد اللعب في مركز الوسط المدافع .

## روابط خارجية
- شافي توريس على موقع قاعدة بيانات كرة القدم.إي يو (الإنجليزية)
- شافي توريس على موقع Soccerbase.com (لاعب) (الإنجليزية)
- شافي توريس على موقع Soccerway.com (الإنجليزية)
- شافي توريس على موقع كووورة
- شافي توريس على موقع AS.com (الإسبانية)